# ابن طباطبا
اباعبدالله محمد بن ابراهیم بن اسماعیل بن ابراهیم بن حسن بن حسن بن علی ابن ابی‌طالب مشهور به ابن طباطبا(۱۷۳–۱۹۹ ق/۷۸۹–۸۱۵ م) از سادات حسنی بود که در زمان جنگ امین و مأمون قصد تشکیل یک دولت شیعی را داشت و بنا بود نصر بن شبیب که از شیعیان ساکن جزیره بود، او را یاری دهد. اما نصر منصرف شد و قیام به تأخیر افتاد. وی در سال ۱۹۹ قمری قیام کرد و با کمک ابوالسرایا بر کوفه چیره شد و توانست دولتی را بنا نهد. حسن بن سهل والی عراق سپاهی را برای سرکوب قیام گسیل داشت که از ابوالسرایا شکست خورد. در همین احوال ابن طباطبا خیلی زود درگذشت.